# Megasema arenaria
Megasema arenaria är en fjärilsart som beskrevs av Nordström 1944. Megasema arenaria ingår i släktet Megasema och familjen nattflyn. Inga underarter finns listade i Catalogue of Life.